# Templo de Poseidón (Calauria)
El Templo de Poseidón era un antiguo templo griego dedicado a Poseidón Calauro en la ciudad de Calauria, en la isla del mismo nombre, la actual isla de Poros.

## Historia
El santuario de Poseidón en Calauria existió no más tarde del período geométrico a principios del 700 a. C. Sin embargo, se ha sugerido que fue un lugar de culto ya en el período micénico. En la mitología griega, el santuario fue fundado por Calauro, hijo de Zeus. El templo de Poseidón se construyó en el lugar a finales del período arcaico, hacia el 520 a. C.

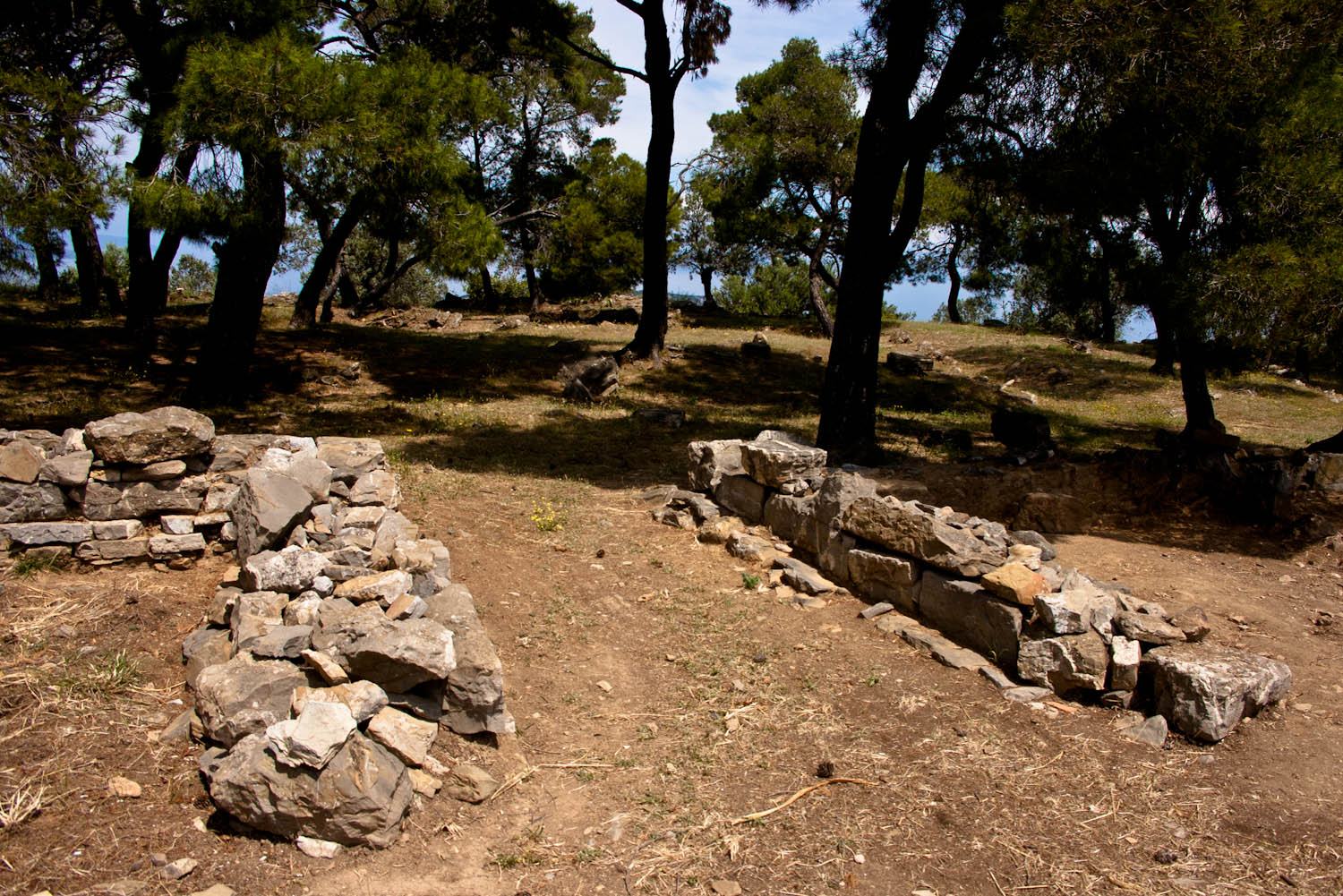
El períbolo del santuario de Poseidón y su entrada sur.

En la época clásica, entre los años 400 y 300 a. C., se construyeron en el lugar del santuario estoas y otros edificios. Durante la primera guerra del Peloponeso, se fundó en el Ática el culto a Poseidón Calauro. Es posible que los objetos de culto del templo de Calauria fueran trasladados allí.
El santuario servía de refugio a los furtivos. El orador Demóstenes buscó refugio allí cuando fue perseguido por los enviados de Antípatro en 332 a. C., y se suicidó allí envenenado. Su tumba aún era visible en el santuario en tiempos de Pausanias. Los habitantes de Calauria también erigieron una estatua en su honor y le honraron con ofrendas.

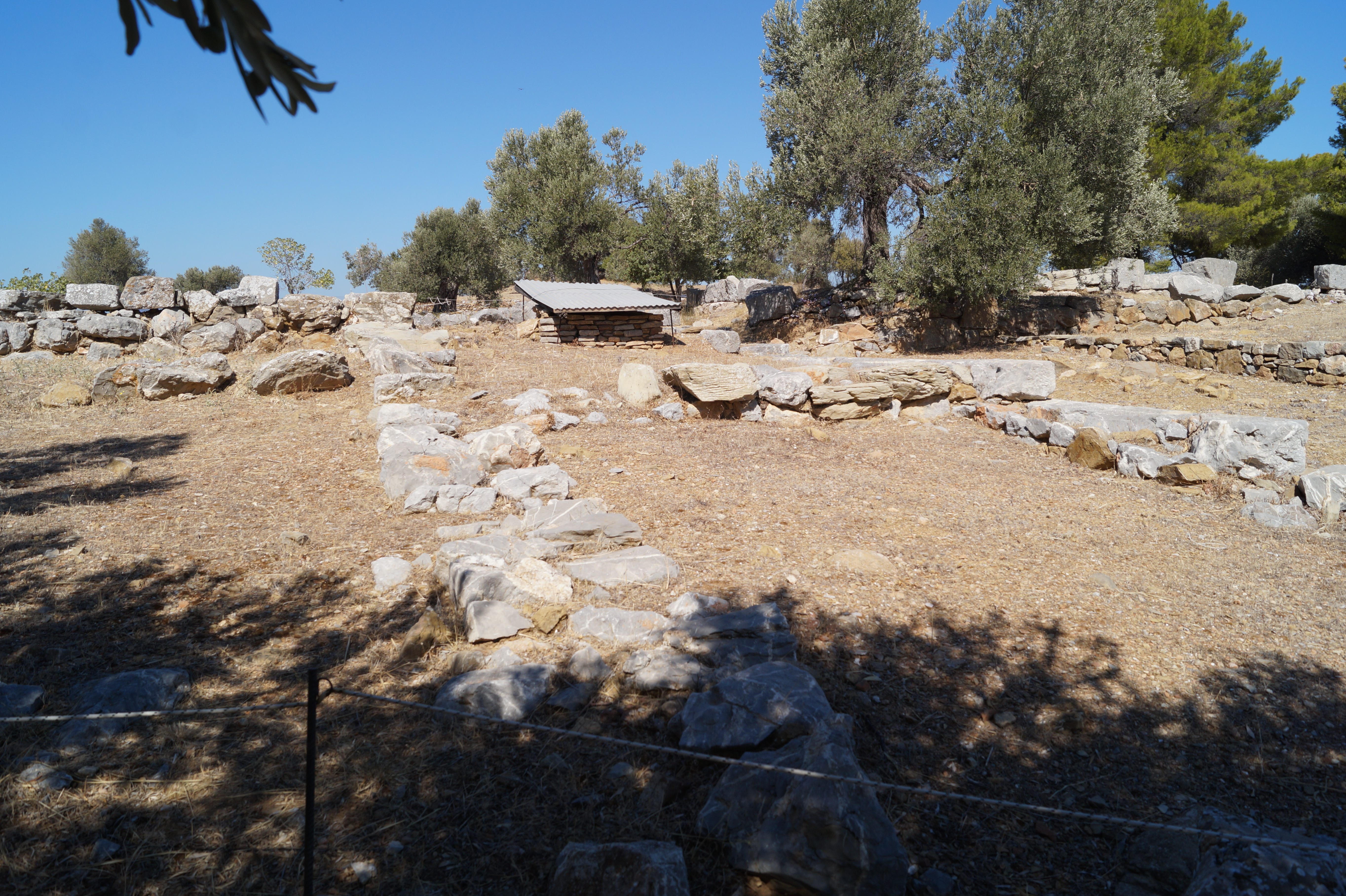
Ruinas del llamado Edificio D.

Richard Chandler descubrió las ruinas del templo en 1765. Después de esto, las piedras del templo fueron retiradas y reutilizadas para otros edificio. Las excavaciones arqueológicas comenzaron en 1894. También se han llevado a cabo excavaciones más recientes en el lugar, al menos en 2008.

## Edificios
El santuario estaba situado en el punto más alto de la isla de Calauria, a una altitud de unos 190 metros sobre el nivel del mar. Se construyó inmediatamente al noreste del ágora de la ciudad como parte de la zona urbana, aunque debido a sus orígenes más antiguos y a su topografía no seguía el trazado del plano de la ciudad salvo en algunas partes.

### Propileos

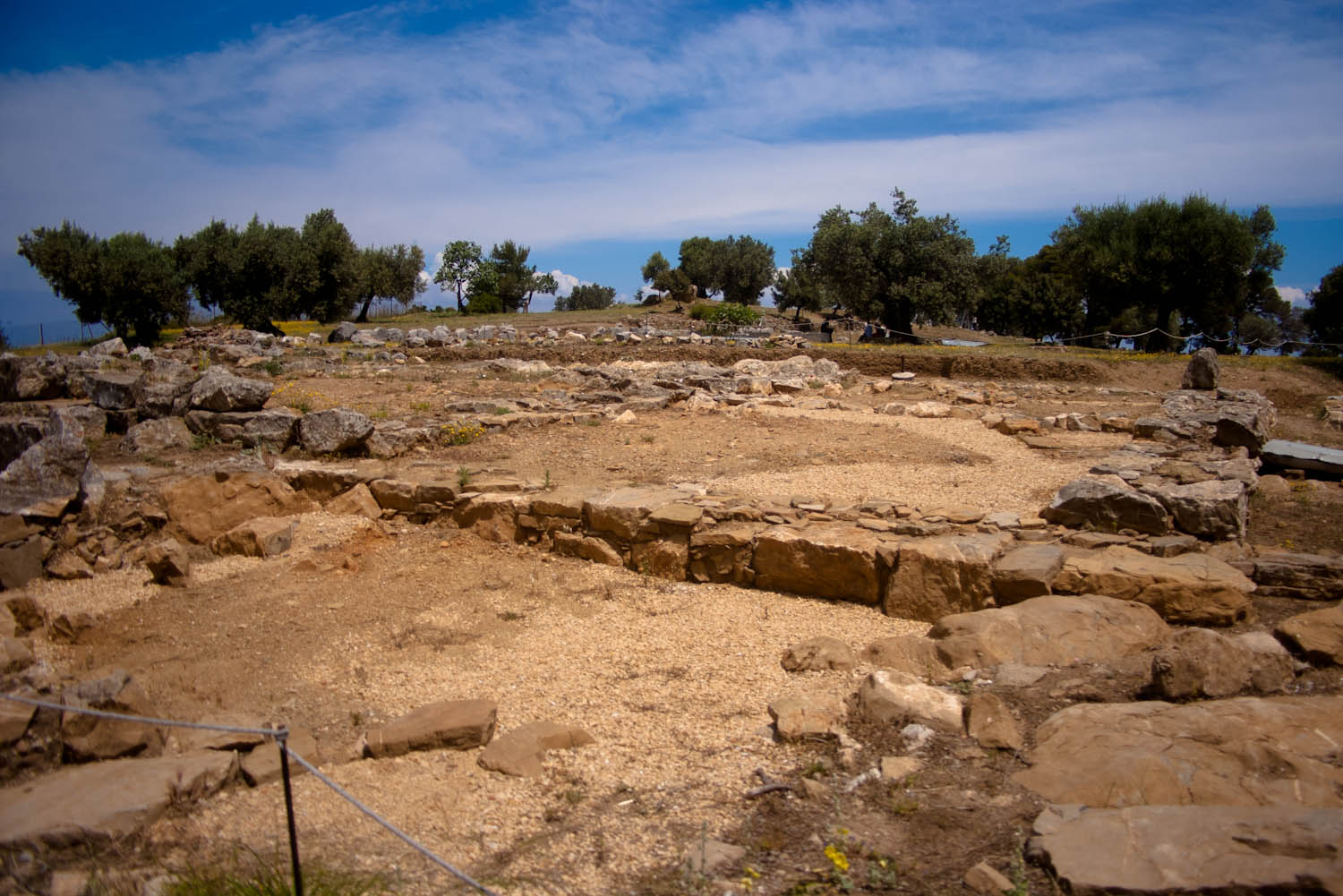
Ruinas del santuario de Poseidón, con los restos del propileos (edificio E) en primer plano.

La entrada al santuario se realizaba desde el suroeste a través de la puerta del propileos. Está marcada en los dibujos esquemáticos del santuario con la letra E. El propileos se construyó hacia el año 330 a. C. Su puerta de entrada principal constaba de dos habitaciones con un muro de entrada entre ellas. En su lado noroeste había otras habitaciones, que se han sugerido como la vivienda de las sacerdotisas de Poseidón. En el lado suroeste del propileos había una pequeña exedra semicircular.

### Templo
El edificio del templo en sí era un períptero de estilo dórico. Sus cimientos medían aproximadamente 14,4 × 27,5 m, con seis columnas en los lados cortos y doce en los largos. La altura de las columnas se estima en unos cinco metros. El templo tenía un pronaos con dos columnas (dístilo in antis) entre los muros, y un naos. No había opistodomos en la parte posterior. Debido al saqueo de las piedras, no se ha conservado gran parte del templo.

### Estoas

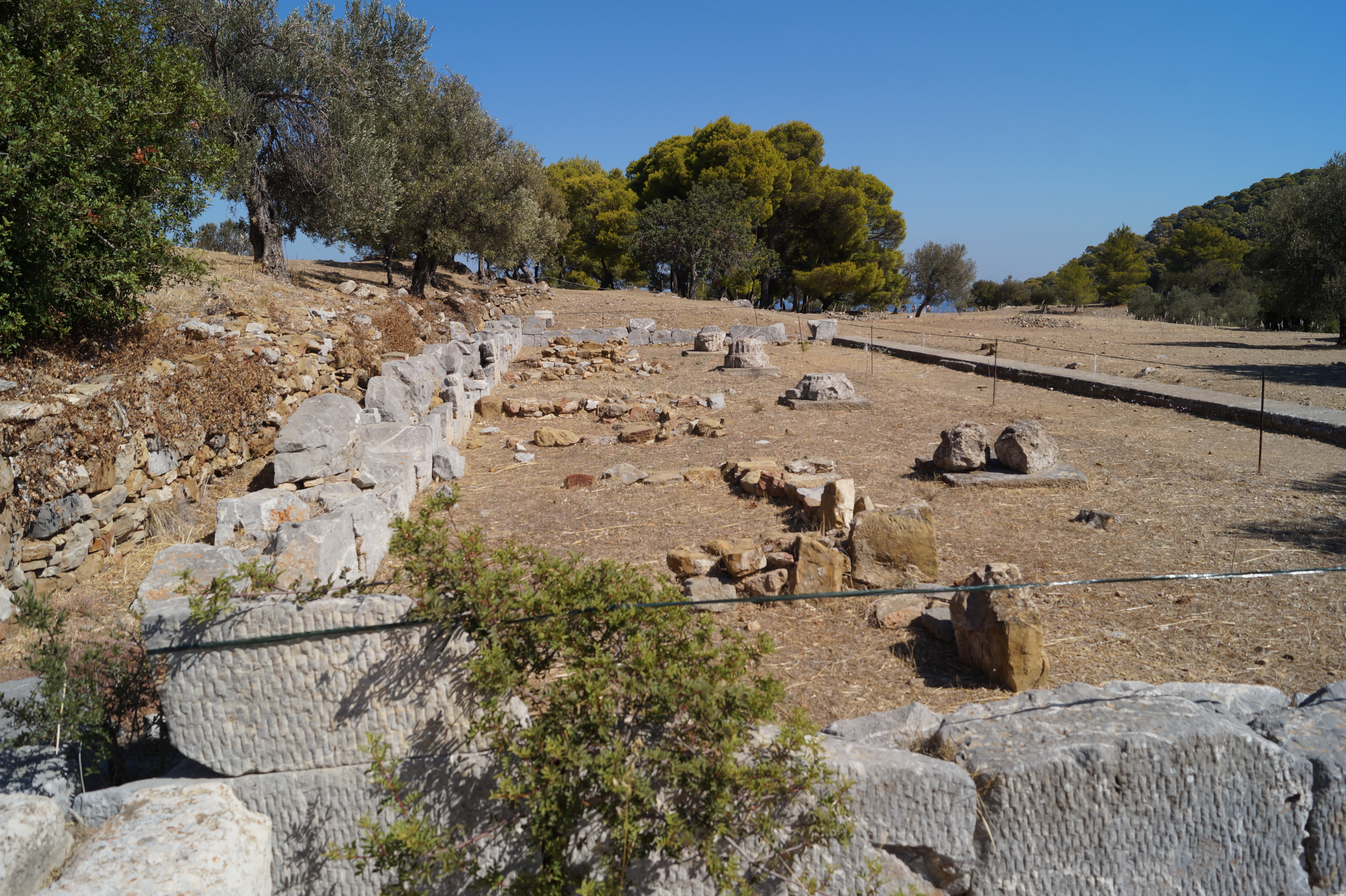
Ruinas de la llamada Estoa A.

Entre el templo y el propileo había cuatro estoas, de las cuales la llamada Estoa A se construyó hacia el 420 a. C., la Estoa B hacia el 370 a. C., la Estoa D hacia el 350 a. C. y la Estoa C hacia el 320 a. C. Las estoas A y B estaban situadas una al lado de la otra, al norte, y las estoas C y D, una al lado de la otra, al sur. Entre ellas había una plaza.
La Estoa A medía aproximadamente 30,2 × 9,3 m, con nueve columnas en la fachada y cuatro columnas en el interior. La distancia entre ella y la Estoa B era de unos 3,4 m. La Estoa B medía aproximadamente 30,5 × 9,5 m, con 11 columnas en la fachada y cinco columnas en el interior. La Estoa C medía aproximadamente 32,8 × 9,4 m y también tenía 11 columnas en la fachada y cinco columnas en el interior. La Estoa D medía aproximadamente 29,7 × 7,4 m. Estaba unida por una extensión triangular que, al parecer, rodeaba el altar. En las estoas A y C, las columnas de la fachada eran de estilo dórico y las columnas que sostenían el tejado en el interior eran de estilo jónico.

### Otros edificios
El monumento a Demóstenes era posiblemente una estructura circular situada en el lado oeste del templo. Cerca del santuario, pero fuera de él en el lado suroeste, había una quinta estoa, que servía como buleuterio de la ciudad, y un edificio cuadrado llamado el heroon.